# Chilliwack (Britská Kolumbie)
Chilliwack je město nacházející se v údolí Fraser v provincii Britská Kolumbie v Kanadě. Administrativně je centrem regionálního okresu Fraser Valley, který sousedí s regionálním okresem Metro Vancouver a je jeho druhým největším městem. V roce 2016 v něm žilo 83 788 obyvatel.